# Huerta de Rey
Huerta de Rey är en kommun i Spanien.   Den ligger i provinsen Provincia de Burgos och regionen Kastilien och Leon, i den centrala delen av landet, 160 km norr om huvudstaden Madrid. Antalet invånare är 1 064. Arean är 97 kvadratkilometer.
Terrängen i Huerta de Rey är platt västerut, men österut är den kuperad.